# Odd Future
Az Odd Future, további neveiken Odd Future Wolf Gang Kill Them All, OF, OFWG or OFWGKTA, amerikai alternatív hiphop/West Coast hiphop együttes volt 2007-től 2015-ig. A csoportosulás Los Angelesben alakult. Eredeti tagjai Tyler, the Creator, Hodgy, Left Brain, Casey Veggies, The Super 3 (Matt Martians, Pyramid Vritra és Jasper Dolphin) voltak. Később Earl Sweatshirt, Domo Genesis, Mike G, Frank Ocean, Taco Bennett és Syd tha Kyd csatlakoztak hozzájuk.
A zenekar első mixtape-je 2008-ban jelent meg. Az évek alatt több szóló és közös projektet is alapítottak a tagok. A kollektívának továbbá saját műsora van az Adult Swim csatornán Loiter Squad címmel, illetve ruhákat is adtak ki. Ugyan 2015 óta inaktívak, 2018-ban és 2023-ban is léptek fel együtt.

## Története
2007-ben alakultak Los Angelesben, alapító tagjai Tyler, the Creator (Tyler Okonma), Hodgy (Gerald Long), Left Brain (Vyron Turner), Pyramid Vritra (Hal Williams), Matt Martians (Matthew Martin) és Jasper Dolphin (Davon Wilson). Első kiadványuk egy 2008-as mixtape volt.
2015. január 18.-án Hodgy Beats azt mondta, hogy szóló projektje, a MellowHype nem ad ki új lemezt, de ő és Left Brain folytatják a munkát.
A zenekar fellépett "OFWGKTA" néven Tyler, the Creator negyedik alkalommal megrendezett Camp Flog Gnaw Carnival-ján.
Mikor Tylerről, Earl-ről, Sydről, Jasperről, Taco-ról és Matt Martians-ről készült egy közös kép az Afropunk Festivalon, 2016-ban elterjedtek a pletykák, hogy újból összeállnak.
2016. december 9.-én Hodgy kiadta az utolsó Odd Future Records gondozásában megjelent stúdióalbumot: a Fireplace: TheNotTheOtherSide-t, amely egyben a debütáló albuma is. 2017-ben a MellowHype újra összeállt Left Brain MindGone Vol. 1 című mixtape-jén.
2018-ban Tyler tovább utalt arra, hogy az Odd Future nem folytatja: az utalás a rapper Okra című dalában volt hallható, a következő szöveggel: "Golf be the set, no more OF". Ennek ellenére ez év augusztusában Taco az Instagramján megosztott egy videósorozatot, melyben az Odd Future újból összeállt egy koncert erejéig a Los Angeles-i The Low End Theory klubban. Tyler, Earl, Taco, Jasper, Syd, Hodgy és Mike G léptek fel.
2020. február 17.-én Tyler megerősítette, hogy az Odd Future nagy valószínűséggel nem jelentet meg további albumokat a jövőben.

## Tagok
- Tyler, the Creator – ének, videoklip-rendezés, producer (2007–2018), divattervezés (2010–2018)
- Hodgy (Hodgy Beats) – ének (2007–2015,[12][13] 2018)
- Casey Veggies – ének (2007–2009)[14]
- Left Brain – producer, DJ, alkalmanként ének (2007–2018)
- Matt Martians – producer (2007–2015)[15][16]
- Pyramid Vritra – producer (2007–2015)
- Jasper Dolphin – alkalmanként ének (2007–2018)
- Syd tha Kid – ének, DJ (2008–2016,[17] 2018)
- Brandun DeShay – ének (2008–2010)[18]
- Earl Sweatshirt – ének (2009–2010, 2012–2015, 2018)
- Domo Genesis – ének (2009–2018)
- Mike G – ének, DJ (2009–2018)
- Travis Bennett (Taco) – alkalmanként ének, DJ (2009–2018), divattervezés (2011–2018)
- Frank Ocean – ének, producer (2010–2015)[19]
- Na-Kel Smith – alkalmanként ének (2010–2015)
- Lionel Boyce (L-Boy) – videoklip-rendezés, alkalmanként ének (2011–2018)
- Lucas Vercetti – DJ, divattervezés, alkalmanként ének (2011–2015)

## Közös/szóló projektek
- The Internet (2011–)[20][21]
  - Syd
  - Matt Martians
  - Patrick Paige II
  - Christopher Smith
  - Steve Lacy
- The Jet Age of Tomorrow (2007–2013, 2017)
  - Matt Martians
  - Pyramid Vritra
- The Super D3Shay (2008–2010)
  - Matt Martians
  - Pyramid Vritra
  - Brandun DeShay
- MellowHype (2007–2015, 2017)
  - Hodgy
  - Left Brain
- MellowHigh (2011–2015, 2017)
  - Hodgy
  - Left Brain
  - Domo Genesis
- I Smell Panties (2008)
  - Tyler, the Creator
  - Jasper Dolphin
- EarlWolf (2009–2010, 2012–2014, 2016)
  - Tyler, the Creator
  - Earl Sweatshirt
- TTDD (2010)[22]
  - Tyler, the Creator
  - Taco Bennett
  - Jasper Dolphin
  - Domo Genesis
- Sweaty Martians (2012–2014)
  - Earl Sweatshirt
  - Matt Martians
- Hog Slaughta Boyz (2015)
  - Earl Sweatshirt
  - Na-Kel Smith
- Trashwang (2012–2014)
  - Odd Future
  - Trash Talk

## Diszkográfia
- The OF Tape Vol. 2 (2012)

## Egyéb kiadványok
- The Odd Future Tape (mixtape, 2008)
- Radical (mixtape, 2010)
- 12 Odd Future Songs (válogatáslemez, 2011)